# Tomas Svensson
Tomas Runar Svensson (Eskilstuna, 15 febbraio 1968) è un ex pallamanista e allenatore di pallamano svedese.

## Palmarès

### Olimpiadi
- 3 medaglie:
  - 3 argenti (Barcellona 1992; Atlanta 1996; Sydney 2000)

### Mondiali
- 5 medaglie:
  - 2 ori (Cecoslovacchia 1990; Egitto 1999)
  - 1 argento (Francia 2001)
  - 2 bronzi (Svezia 1993; Islanda 1995)

### Europei
- 3 medaglie:
  - 3 ori (Portogallo 1994; Croazia 2000; Svezia 2002)